# Hans Moos
Hans Moos (* 3. Februar 1862 in Aesch; † 22. Januar 1929 in Zürich; heimatberechtigt in Schongau) war ein Schweizer Agronom.
Von 1885 bis 1898 war Moos erster Leiter/Direktor und Hauptlehrer der landwirtschaftlichen Winterschule des Kantons Luzern in Sursee. 1892 bis 1896 war er erster Präsident der Landwirtschaftlichen Genossenschaft Sursee (heute: LANDI Sursee, Genossenschaft). Im Auftrag des Bundesrates besuchte er 1893 als einer der Delegierten die Weltausstellung in Chicago. 1897 bis 1929 war er im leitenden Ausschuss des Schweizerischen Bauernverbands und 1903 bis 1926 Redaktor der Schweizerischen Bauernzeitung. Von 1898 bis 1929 war er der erste Schweizer Professor für Betriebs- und Tierproduktionslehre an der Abteilung Landwirtschaft des Polytechnikums Zürich (ab 1911 ETH). Von 1905 bis 1929 war er Präsident des Bauernvereins des Kantons Luzern.
1887 heiratete er Wilhelmine Gut-Müller.

## Veröffentlichungen (Auswahl)
- Die Landwirtschaft der Vereinigten Staaten von Amerika in ihrem Lande und an der Weltausstellung in Chicago . Bern 1894.
- Wie baut der Landwirt zweckmässig und billig?. Frauenfeld 1900.
- Die landwirtschaftliche Schule des eidgenössischen Polytechnikums in Zürich: Bericht über Wege und Ziele der neueren Entwicklung der Anstalt. Zürich 1910.